# Cymbicopia hanseni
Cymbicopia hanseni is een mosselkreeftjessoort uit de familie van de Sarsiellidae. De wetenschappelijke naam van de soort is voor het eerst geldig gepubliceerd in 1898 door Brady.